# كارلوس آرياس نابارو
أرياس دون كارلوس نافارو (بالإسبانية: Carlos Arias Navarro)‏،(ولد 11 ديسمبر 1908 - 27 نوفمبر 1989) كان واحدا من أبرز السياسيين الإسبان خلال ديكتاتورية الجنرال فرانسيسكو فرانكو.
دكتور في القانون من قبل جامعة مدريد المركزية، وموظف في وزارة العدل في 1929، ومدعي عام في مالقة ومدريد وكاتِب عَدْل. خلال الحرب الأهلية الإسبانية مال إلى جانب المتمردين. وبصفته المدعي العام في مالقة أشرف على تنفيذ أحكام إعدام ضد الجمهوريين، ما ألصقه لقب سفاح مالقة، حيث تورط في مقتل أكثر من 4300 منشق. وعين في وقت لاحق كحاكم مدني على ليون (1944)، وبعد ذلك عين في تينيريفي و نافارا.
وبعد فترة وجيزة من اغتيال رئيس الوزراء اللواء كاريرو بلانكو تم تعيينه رئيسا للوزراء، كونه مقربا من أسرة الديكتاتور. وفي 1975 ، سافر إلى الولايات المتحدة يعرض عليها جاهزيته للدخول في حرب ضد البرتغال في حالة سيطرة اليساريين على حكومة لشبونة.

## روابط خارجية
- كارلوس آرياس نابارو على موقع الموسوعة البريطانية (الإنجليزية)
- كارلوس آرياس نابارو على موقع مونزينجر (الألمانية)